# Grandes esperanzas (película de 1998)
Great Expectations es una adaptación -en clave moderna- de la famosa novela homónima de Charles Dickens del año 1861. La película, estrenada en 1998, cuenta con la dirección de Alfonso Cuarón y con las actuaciones de Ethan Hawke, Gwyneth Paltrow, Anne Bancroft, Robert De Niro, Hank Azaria y Chris Cooper.

## Argumento
Narra la historia de un joven de clase media baja llamado Finn, que siendo un niño se enamora de una chica llamada Estella, que vive junto a su frustrada tía y goza de una clase social privilegiada.  Estella se convierte en la inspiración para los dibujos de Finn y a su vez en su doloroso y obsesivo amor. Inesperadamente Finn que es enviado a Nueva York, se convertirá en un famoso pintor, gracias a la ayuda de un desconocido benefactor además de luchar por el amor de Estella.

## Reparto
- Ethan Hawke - Finnegan Bell
- Gwyneth Paltrow - Estella
- Hank Azaria - Walter Plane
- Chris Cooper - Tío Joe
- Anne Bancroft - Nora Dinsmoor
- Robert De Niro - Arthur Lustig
- Josh Mostel - Jerry Ragno
- Kim Dickens como Maggie

## Producción
El director sólo aceptó a hacer la película, cuando le prometieron, que podía hacer una versión muy libre del libro. De esa manera el proyecto del filme llegó al director en noviembre de 1995. Sin embargo la filmación empezó en mayo de 1996, porque hubo varias reescrituras del guion, que también siguieron durante el rodaje.
De esta manera, lejos de ser una adaptación literal de la obra de Dickens, el director llegó a crear una versión moderna situada en la actualidad, lo que involucraba muchos correspondientes cambios, desde el nombre del protagonista a Finn hasta el hecho de que él se convirtiera en un artista en vez de un caballero. Finalmente el lugar de los acontecimientos de la producción cinematográfica está en Nueva York y no en Londres.